# 孔雀座σ
孔雀座σ，又名CP-69 3138，HD 197635、SAO 254871、HR 7934，是孔雀座的一颗恒星，视星等为5.41，位于銀經325.77，銀緯-35.7，其B1900.0坐标为赤經20h 39m 50.3s，赤緯-69° -35.7′ 30″。